# Карр, Уильям (футболист, 1848)
Уи́льям Ге́нри Карр (англ. William Henry Carr; 15 ноября 1848, Шеффилд — 22 февраля 1924, там же) — английский футболист, вратарь. Провёл 1 матч за национальную сборную Англии.

## Футбольная карьера
Уроженец Шеффилда, Карр выступал за местные футбольные клубы «Питсмур» (англ. Pitsmoor FC), «Норфолк», «Уэнсдей» и «Оулертон». В составе последнего был вратарём, а также секретарём клуба.
В 1872 году сыграл за сборную Футбольной ассоциации Шеффилда в матче против Футбольной ассоциации Лондона.
6 марта 1875 года провёл свою единственную игру за национальную сборную Англии в матче против сборной Шотландии на лондонском стадионе «Сарри Крикет Граунд». Англичане начали матч вдесятером: Уильям Карр опоздал на матч, его место в воротах занял Александер Бонсор. Через десять минут прибывший на стадион Карр вышел на поле, заняв место в воротах англичан, а Бонсор вернулся на привычную для себя роль нападающего. Матч завершился вничью со счётом 2:2.